# Autoba iothicta
Autoba iothicta är en fjärilsart som beskrevs av Edward Meyrick 1902. Autoba iothicta ingår i släktet Autoba och familjen nattflyn. Inga underarter finns listade i Catalogue of Life.